# تورنیوشپالتسا
تورنیوشپالتسا (به مجاری:  Tornyospálca) یک منطقهٔ مسکونی در مجارستان است که در سابولچ-ساتمار-برگ واقع شده‌است. تورنیوشپالتسا ۴۳٫۶۶ کیلومتر مربع مساحت و ۲٬۷۷۰ نفر جمعیت دارد.